# Branscomb Glacier
Branscomb Glacier är en glaciär i Antarktis. Den ligger i Västantarktis. Chile gör anspråk på området. Branscomb Glacier ligger 2 376 meter över havet.
Terrängen runt Branscomb Glacier är kuperad åt sydväst, men åt nordost är den bergig. Trakten är obefolkad. Det finns inga samhällen i närheten. 